# Голд Нафта (футбольний клуб)
Футбольний клуб «Голд Нафта» — український аматорський футбольний клуб з міста Бахмач Чернігівської області, заснований у 2004 році під назвою «Агродім». Виступав у Чемпіонаті України серед аматорів, Чемпіонаті та Кубку Чернігівської області. Домашні матчі приймав на місцевому стадіоні «Колос».

## Історія назв

Емблема ФК «Агродім»

- 2004−2021: «Агродім» (Бахмач)
- з 2021: «Голд Нафта» (Бахмач)

## Історія
Футбольний клуб «Агродім» був заснований у 2004 році власником однойменного агропідприємства «Агродім» Валерієм Давиденком.
Окрім обласних змагань, команда брала участь у двох сезонах Чемпіонату України серед аматорів. У сезоні 2018/19 «Агродім» посів 8-ме місце (з 12) у групі 2, а наступного сезону, який було перервано через пандемію коронавіруса, відмовився від догравання після послаблення карантину та в результаті фінішував на 11-му місці з 12-ти у групі 2.
У травні 2021 року ФК «Агродім» змінив назву на ФК «Голд Нафта» (Бахмач), а новим власником клубу став Андрій Іваненко. Сезон 2021 команда завершила на 3-му місці в Чемпіонаті Чернігівської області.

## Досягнення
Чемпіонат Чернігівської області:
 Чемпіон: 2017, 2020
 Срібний призер: 2016, 2018
 Бронзовий призер: 2015, 2021
Кубок Чернігівської області:
 Фіналіст: 2016.
Суперкубок Чернігівської області:
 Володар: 2016